# Эрьявец, Карл
Карл Виктор Эрьявец (словен. Karl Erjavec; 21 июля 1960, Эзо-Прель, Бельгия) — словенский политический и государственный деятель, юрист, министр обороны Словении (2004–2008 и 2018–2020), министр окружающей среды и территориального планирования (2008–2010), министр иностранных дел Словении (2012–2018), вице-премьер-министр Словении (2018–2020), председатель Демократической партии пенсионеров Словении.

## Биография
Родился в Бельгии в семье словенских эмигрантов, вернувшихся в Югославию в 1972 году. В 1985 году окончил юридический факультет Люблянского университета.
В 1990 году возглавил местную администрацию города Крань. В 1993 году присоединился к партии Словенские христианские демократы.
В конце 1990-х работал секретарём омбудсмена Иво Бижака. В 2000 году, когда Иво Бижак занял должность министра юстиции в правительстве Янеза Дрновшека, был назначен секретарем министерства.
С 2002 по 2004 год — член Словенской народной партии.
В 2004 году — член партии Либеральная демократия Словении.
Несколько месяцев спустя, накануне парламентских выборов, перешёл в Демократическую партию пенсионеров Словении (DeSUS). Был избран в парламент — Государственное собрание Словении, по квоте новой партии вошёл в правительство Янеза Янши и занял кресло министра обороны. 
В 2005 году возглавил Демократическую партию пенсионеров Словении. После выборов в 2008 году стал министром окружающей среды в рамках левоцентристского кабинета Борута Пахора.  В 2011 и 2014 году переизбирался в парламент страны.
10 февраля 2012 года стал министром иностранных дел во втором правительстве Янеза Янши. Сохранил этот пост в правительствах  2013 и 2014 годов.
Работал вице-премьер-министром Словении (2018—2020).